# 중국의 사진

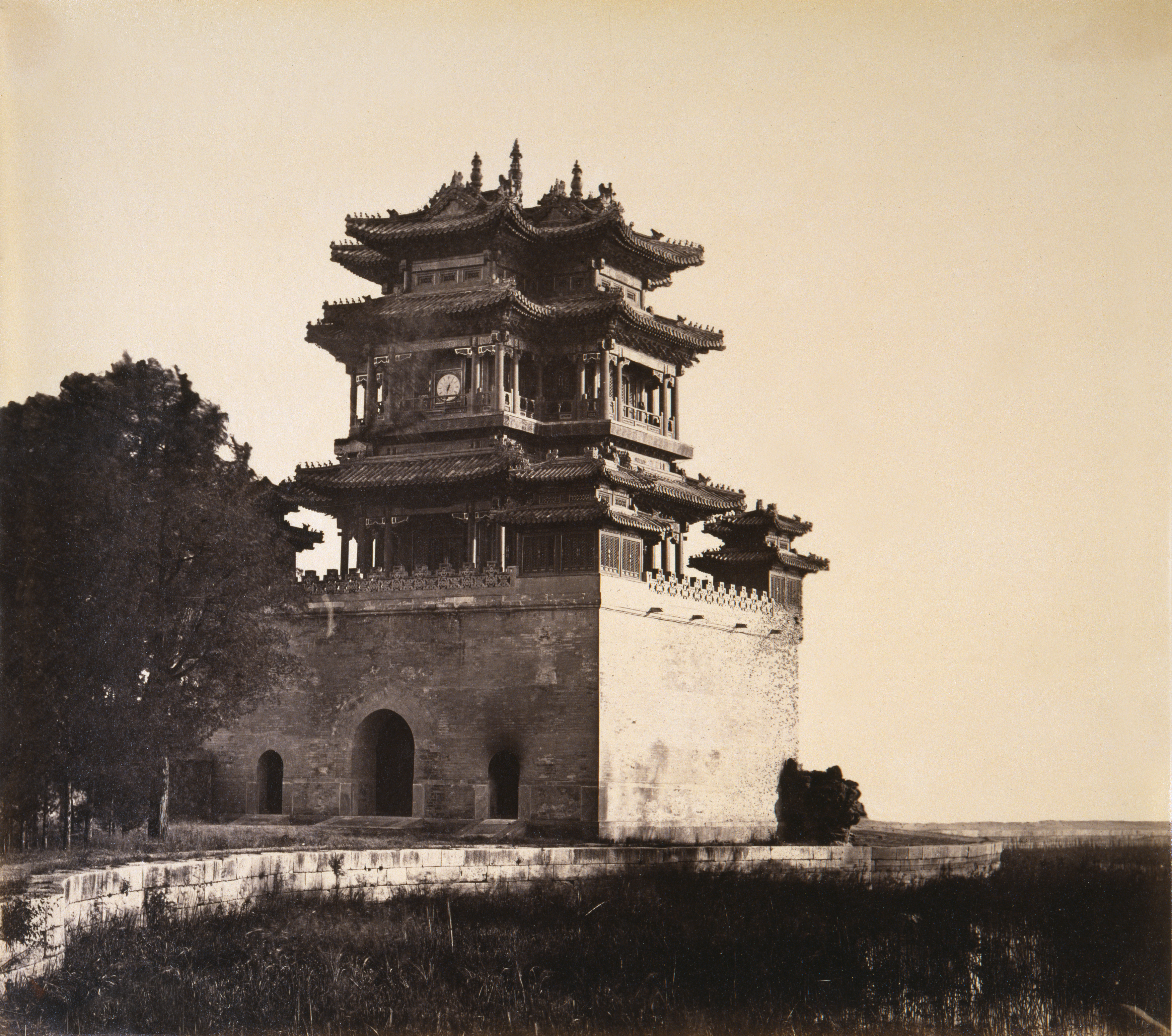
이화원의 문창각(文昌阁)

중국의 사진의 역사는 유럽 사진가들이 마카오에 도착했던 19세기 중반으로 거슬러 올라간다. 1850년대에 서양 사진가들은 해안 항구 도시에 스튜디오를 세웠지만 곧 중국인 조수와 지역 경쟁이 모든 지역으로 퍼졌다.
19세기 말까지 모든 주요 도시에는 중국 중산층이 가족 행사를 위해 초상화를 찍을 수 있는 사진 스튜디오가 있었다. 서양과 중국의 사진가들은 평범한 거리 생활, 주요 전쟁, 저명한 인물을 기록했다. 부유한 중국인들은 사진을 취미로 삼았다. 황태후는 그녀의 초상화를 반복적으로 찍었다. 20세기에는 세계 다른 나라와 마찬가지로 중국에서도 사진이 레크리에이션, 기록 보관, 신문 및 잡지 저널리즘, 정치 선전, 미술사진 촬영에 사용되었다.

## 같이 보기
- 펠리체 베아토
- 앙리 카르티에 브레송
- 로버트 카파
- 요리스 이벤스
- 루광
- 왕칭쑹
- 저우 청저우